# Edwin Villafuerte
Edwin Villafuerte (Guayaquil, 12 maart 1979) is een Ecuadoraanse profvoetballer die onder contract staat bij Barcelona SC.

## Clubcarrière
Villafuerte is een doelman. Hij begon zijn loopbaan in 1997 bij Barcelona SC waar hij moest strijden met José Cevallos om een plek tussen de palen. Om meer speeltijd te krijgen verhuisde hij in 2006 naar Deportivo Quito om aan het begin van het seizoen 2007 weer terug te keren bij Barcelona SC
Doordat Villafuerte twee keer is betrapt met drank achter het stuur en een keer op een lantaarnpaal is gebotst, kreeg hij de bijnaam El Chupafuerte ('De Sterke Drinker')

## Interlandcarrière
Villafuerte is international en speelde zijn eerste interland op 5 september 2004 tegen Uruguay en speelde tot en met 12 augustus 2007 vijftien interlands. Hij maakte deel uit van de selectie voor het WK voetbal 2006 maar kwam niet in actie tijdens dit WK. Als tiener speelde Villafuerte in 1995 voor Ecuador op het FIFA U-17 WK.